# Old Friends from Young Years
Old Friends From Young Years је дебитантски албум калифорнијског рок бенда Папа роуч, издат 14. фебруара 1997.

## Песме
-{
1. "Intro" - 0:28
2. "Orange Drive Palms" - 4:53
3. "Liquid Diet" - 4:19
4. "Grrbrr" - 4:14
5. "iSEDuFuknDie" - 4:16
6. "DIRTYcutFREAK" - 2:45
7. "Living Room" - 4:14
8. "829" - 4:35
9. "Peewagon" - 4:43
10. "Hedake" - 5:20
11. "Shut Up N Die (Reprise)" - 2:33
12. "Thanx" - 4:50
13. "Unlisted" - 1:54

}-